# Kandi I
Kandi I är ett arrondissement i kommunen Gogounou i Benin. Den hade 8 172 invånare år 2002.